# Jules Louis Rame
 Jules Louis Rame , né le 17 décembre 1855 à Ouézy (Calvados), où il est mort le 8 février 1927, est un peintre français.

## Biographie
Jules Louis Rame est un peintre paysagiste réputé de la région normande, natif du village de Ouézy, où son père est forgeron et sa mère couturière. Passionné par le dessin, il s'initie à cet art, et fait la rencontre d'un Charles Berlioz qui l'encourage dans sa vocation en l'orientant à prendre des leçons à l'École des beaux-arts de Caen, où il devient l'élève d'Alfred Guillard et de Xénophon Hellouin.
Souffrant, il rentre dans son village en 1874 et va continuer sa formation en autodidacte. Il expose ses œuvres dans les Salons parisiens et se lie d'amitié avec Auguste Rodin, Alexandre Charpentier et Maximilien Luce.
Son aïeul paternel lui offre une petite maison dans le Hameau des Vignes et l'artiste y installe son atelier. Jules Louis Rame parcourt la campagne environnante avec son matériel, peignant sur le motif. Il parcourt le Mont-Saint-Michel, La Hague et le pays de Bray.
Il reçoit les palmes académiques en 1899.
En 1909, il fait la connaissance d'un lord (sir Ingram) qui lui achète toutes ses toiles et l'emmène avec lui en Angleterre, en Hollande et en Écosse.
C'est dans l'Aude qu'il passe les mois de juillet et août depuis 1910 au sein du petit village de La Bezole, où il s'est lié d'amitié avec la famille Dujardin-Beaumetz. L'État lui achète ses premiers tableaux cette même année.

## Collections publiques

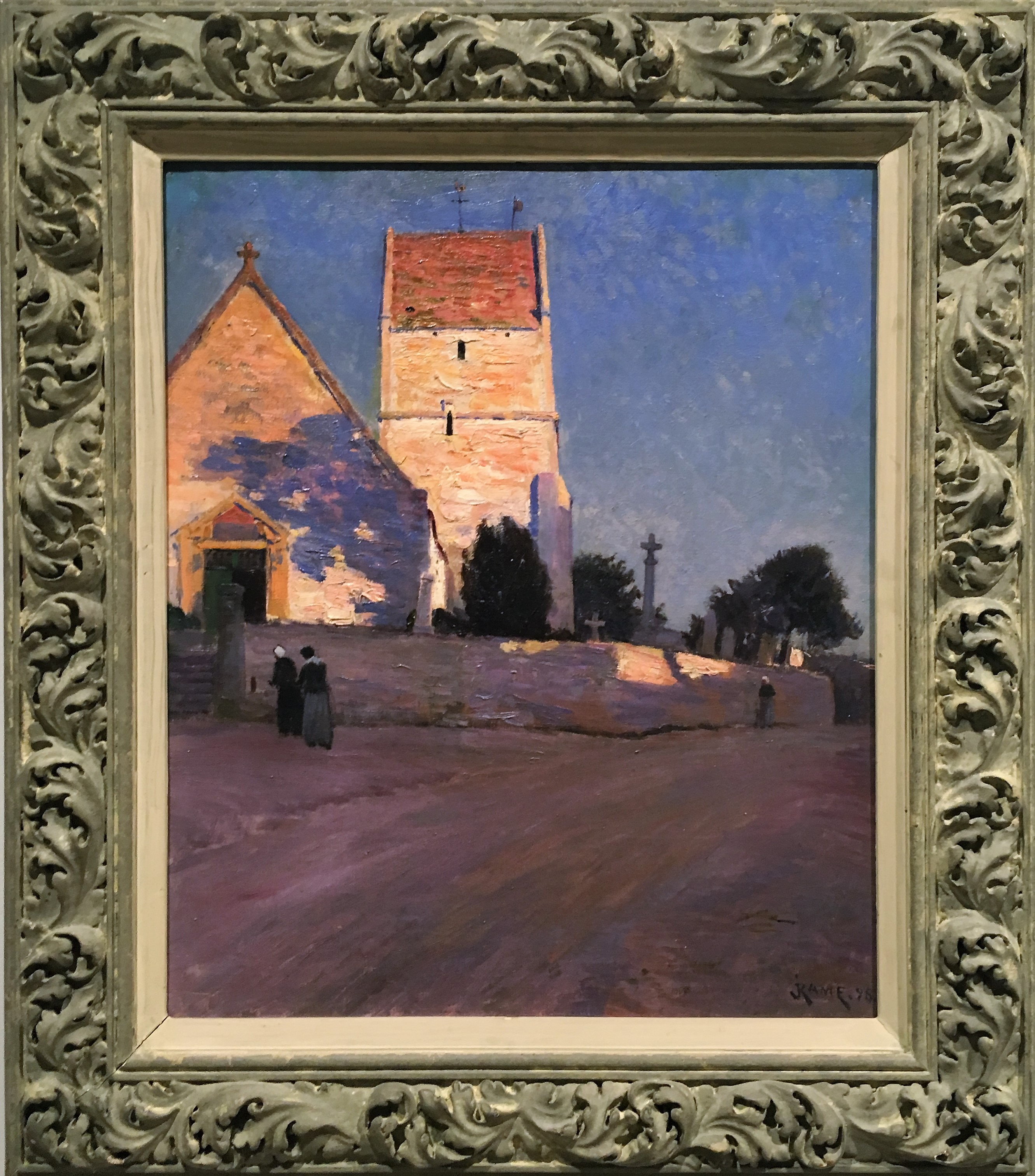
Jules Louis Rame - l'église de Canon - Musée des beaux arts de Caen

### Peintures
- Sortie de troupeau à Canon, 1891, musée des beaux-arts de Caen
- Paysage avec moutons près de Cesny-aux-Vignes, 1893, musée Baron Gérard, Bayeux
- Le Hameau des Vignes à Ouézy, 1896, musée des beaux-arts de Rouen
- Église de Ouville-la-Bien-Tournée, effet de soleil, 1896, Musée d'Art et d'Histoire de Lisieux
- Église de Canon, 1898, musée Eugène-Boudin de Honfleur
- L'Église de Canon, 1898, musée des beaux-arts de Caen
- La Vallée de Laizon, 1901, musée Baron Gérard, Bayeux
- Le Moulin de Canon, musée des beaux-arts de Pau
- L'avenue de Canon à Ouézy, esquisse, musée Eugène-Boudin de Honfleur
- Paysage de campagne à Ouézy, esquisse, musée Baron Gérard, Bayeux
- Le Moulin de Canon, esquisse, musée de l'Hôtel-Dieu de Vire
- Rue de l'Avenir à Clécy, musée des beaux-arts de Caen
- Meules autour de l'arbre sous un ciel bleu, musée des beaux-arts de Caen
- Bergère menant ses moutons paître, 1882, Musée Alfred-Canel, Pont-Audemer

## Salons
- De 1897 à 1927, Salon de la Société nationale des beaux-arts

## Expositions
- « Exposition rétrospective du peintre Jules Louis Rame », du 1er au 30 novembre 1943 au musée des beaux-arts de Caen (catalogue)
- « Jules Rame (1855-1927), ses amis, ses élèves », exposition à la Médiathèque municipale de Condé-sur-Noireau du 20 décembre 1997 au 28 mars 1998. Catalogue par Alain Tapié, Catherine Bouton, Jean-Yves Laillier et Eric Lefèvre
- « Un impressionniste normand, Jules Louis Rame (1855-1927) », musée des beaux-arts de Caen du 10 juillet  au 17 octobre 1999, catalogue par Alain Tapié, Catherine Bouton et Eric Lefèvre
- "Peintres de Normandie" par Eric Lefèvre, OREP, 2007

## Élèves
- Suzanne Frémont (1876-1962)
- Maurice Tastemain (1878-1944)
- Rose Dujardin Beaumetz